# 게임 기어
게임 기어(영어: Game Gear, 일본어: ゲームギア)는 1990년 10월 6일 세가가 발매한 4세대 휴대용 게임기이다. 게임 기어는 닌텐도의 게임보이, 아타리 링크스, NEC의 투르보 익스프레스와 경쟁했다. 세가 마스터 시스템과 하드웨어의 대부분을 공유하며 어댑터를 사용하여 마스터 시스템 게임을 할 수 있다. 세가는 백라이트 화면과 가로 포맷을 갖춘 게임 기어를 게임보이보다 기술적으로 우수한 핸드헬드(handheld)로 배치했다.
비록 게임 기어가 서둘러 시장에 출시되었지만, 그것의 독특한 게임 라이브러리와 가격대는 아타리 링크스와 터보익스프레스보다 우위를 점했다. 그러나 짧은 배터리 수명, 오리지널 게임의 부족, 세가의 약한 지원으로 인해 게임 기어는 1996년 3월까지 1,062만 대가 팔리며 게임보이를 능가할 수 없었다. 게임 기어는 1997년 4월 30일 단종되었다. 2000년 마제스코 엔터테인먼트에 의해 세가의 라이선스 하에 예산제로 재발매되었다.
풀 컬러 백라이트 화면과 당시 처리 능력에 대한 찬사, 큰 크기와 짧은 배터리 수명에 대한 비판, 그리고 게임 기어 게임 목록 라이브러리의 품질에 대한 의문으로 인해 게임 기어의 반응이 엇갈렸다. 레트로 콘솔인 게임 기어 미크로(Game Gear Micro)는 2020년 6월 발표되어 같은 해 10월 출시되었다.

## 개요
하드웨어의 성능은 세가 마크 III와 동일하며, TV 튜너를 사용하여 휴대용 TV로 사용이 가능한 것이 판매 전략이었다. 발매 당시 닌텐도의 게임보이에 대항하여 칼라 액정을 채택, 게임보이의 흑백 액정과 비교하는 텔레비전 광고가 방송되기도 하였다.
휴대용 게임기로써 중요한 연속 사용 시간을 늘리기 위해 보다 많은 건전지를 장착할 수 있도록 하였지만, 본체의 크기가 커지는 단점이 있었다. 또, 액정 자체의 단가가 높아 게임보이와 비교해서 비싼 가격이었다. STN형 액정이기 때문에 색감이 좋지 않았고, 액션 게임에서는 잔상이 발생하기도 하였다.
이러한 단점으로 인해 사용자의 폭넓은 지지를 받아다 1996년 3월 이후에는 이름을 키즈 기어로 바꾸고 캐릭터 게임을 발매하는 등 저연령층에 초점을 맞췄다.
닌텐도와 세가는 게임기어 타이틀들을 버추얼 콘솔로 지원하게 되어 닌텐도 3DS에서 즐길수 있다.

## 게임 기어 미크로
2020년 6월 3일, 창립 60주년 기념으로 게임 기어 미크로 레트로 콘솔을 공개했다. 2020년 10월 6일 일본에서 4가지 버전으로 출시되었으며, 각각 4개의 게임 기어 게임이 포함되어 있다. 각 장치는 동일한 크기로 80 mm × 43 mm × 20 mm (3.15 in × 1.69 in × 0.79 in)이며, 디스플레이는 29 mm (1.1 in)이며, 2개의 AAA 배터리로 구동된다. AAA 배터리 또는 별도의 USB 충전기를 통해. 각 장치에는 헤드폰 잭도 포함되어 있다. 기존 시스템의 빅 윈도우 액세서리를 본뜬 돋보기 액세서리가 4가지 변형을 모두 예약 주문하는 고객에게 제공된다. 해외 발매는 아직 발표되지 않았다. 2020년 12월 M2가 출판하고 세가가 라이선스를 부여한 특별한 버전의 장치가 한정판 Aleste Collection과 함께 출하되었다. 이 버전에는 새로 개발된 게임 기어 타이틀 "G.G. Aleste 3"과 4개의 다른 "Aleste" 타이틀이 포함되어 있다.